# Chilcapampa Bajo
Chilcapampa Bajo es un caserío peruano ubicado en el distrito de Ayabaca, perteneciente a la provincia homónima del departamento de Piura, al norte del Perú. 

## Ubicación
Chilcapampa Bajo se ubica al noreste de la provincia de Ayabaca, en el distrito de Ayabaca, en el departamento de Piura.

## Demografía
En 2017 Chilcapampa Bajo tenía una población de 108 habitantes.
| Gráfica de evolución demográfica de Chilcapampa Bajo entre 1993 y 2017 |
|                                                                        |
| Fuentes: Población 1993 (junto con Chilcapampa Alto) y 2017            |